# 白玫瑰 (反抗組織)
白玫瑰（德語：Die Weiße Rose）是納粹德國時期一個知名的非暴力反抗組織，其成員包含了慕尼黑大學中的許多學生及教授，主要是由漢斯·蕭爾、蘇菲·蕭爾、克里斯多福·波普斯特、亞歷山大·許墨瑞、庫特·胡伯和維利·格拉夫所領導。而此團體之所以為人所知乃是因為其於1942年6月至1943年2月間陸續發送了6張未具名的傳單，主要內容在於呼籲人們參加反抗希特勒政權的運動。
白玫瑰的6名核心成員於1943年時被蓋世太保逮捕，並於同年被送上斷頭台。而他們所散發的第6份傳單後來由法學家赫爾穆特·詹姆斯·馮·毛奇帶出德國，並輾轉透過北歐流入英國，且於1943年7月被大量印刷後透過同盟國的飛機發散在德國境內，其標題為：「慕尼黑學生的聲明」（The Manifesto of the Students of Munich）。
由於他們無懼於死亡而仍堅持對抗第三帝國的統治，白玫瑰的成員們在今日廣受德國人尊敬，且幾乎被視為是英雄。如同馮·毛奇所言，「它們搭起了通往無納粹世界的橋梁」。

## 成員
白玫瑰的核心成員是由慕尼黑大學的成員─蘇菲·蕭爾、他哥哥漢斯·蕭爾、亞歷山大·許墨瑞、維利·格拉夫、克里斯多福·波普斯特、Traute Lafrenz、Katharina Schueddekopf、Lieselotte (Lilo) Berndl、Jurgen Wittenstein、和Falk Harnack所組成，大部分的人都僅20多歲而已。一位教授哲學和音樂學的教授，庫特·胡伯則與他們發起這個運動的動機有關。另外，威廉·蓋爾（Wilhelm Geyer）、Manfred Eickemeyer、Josef Soehngen、以及Harald Dohrn則參與了他們之間的討論， 蓋爾教亞歷山大·許墨瑞如何製作他們印製傳單的錫模板。斯圖加特的Eugen Grimminger資助了他們的運動，Grimminger的秘書Tilly Hahn將她自己所有的存款都拿來資助此運動，且為Grimminger和白玫瑰之間的中介者，她時常從斯圖加特將信封、紙、和多出的複印機等資助品帶到慕尼黑給白玫瑰使用。
在1942年6月至1943年2月間，他們印製並發散了6份傳單，在其中，他們號召德國人民一起共同對抗納粹的專制和暴政。最後一份傳單是由胡伯教授所撰寫。第7份傳單的草稿是由克里斯多福·波普斯特所草擬，而這份草稿在漢斯·蕭爾被蓋世太保逮捕時被發現了。蘇菲·蕭爾在她被監禁以前試圖把所有的罪都攬在自己身上，漢斯則沒有這麼做，因為他身上有波普斯特的草稿和蓋爾給他的菸草卷，這使得波普斯特難逃一死，並幾乎毀了蓋爾。
白玫瑰的發起有受到德國青年運動所影響，克里斯多福·波普斯特為其成員之一。漢斯·蕭爾在1937年以前都是希特勒青年團的成員之一，且蘇菲·蕭爾也是德國女青年聯盟（Bund Deutscher Mädel）的成員。成為這兩個團體的成員是德國青年的義務，儘管許多像是Otl Aicher和Heinz Brenner從未加入過這兩個團體過。Deutsche Jungenschaft vom 1.11.1929對於漢斯·蕭爾和他的夥伴有著很大的影響。d.j.1.11是在德國青年運動中由Eberhard Koebel於1929年發起的團體。

## 傳單
白玫瑰的傳單廣泛引用聖經、亞里斯多德、和諾瓦利斯，另外也包含了歌德、弗里德里希·席勒的言論。他們訴諸那些德國知識份子，相信他們能喚起大家發自內心的反對納粹政權。首先，那些傳單從巴伐利亞和奧地利被郵寄出去，因為白玫瑰的成員們認為南德人應該較能接受他們的反軍國主義訊息。
| “                      | 國家從來就不是目的，唯有當他成為讓人類實現目標的條件時，他才具有重要性。人類的目標不外是提升個人的力量來促成進步。如果有任何國家體制阻撓個人內在力量的發揮、妨礙思想的進步，即使她的思慮再細密、結構再完備，她還是有害而無用的。 | ” |
| ——白玫瑰的第一份傳單。 | |   |

亞歷山大·許墨瑞所寫下的這些文字是白玫瑰的傳單中最為人所稱道的部分。許多最為真實的資料－關於戰爭和殺戮的資料－在亞歷山大的筆下被一一道出。漢斯·蕭爾則從哲學的領域出發，並以此為理由，勸誡德國人必須要有所行動。
在1942年7月底，成員中的部分男學生在暑假期間被徵調到東線的德蘇戰爭中去服兵役（從事醫療服務）。而在之後的秋天，那些男學生回來了，於是白玫瑰便繼續他們的反抗活動。在1943年1月時，利用手動複印機，他們的第五份傳單，「呼籲所有的德國人」，被認為約莫印製了6000到9000份不等，並且被郵遞分散至許多城市之中。這些傳單曾在斯圖加特、科隆、維也納、弗萊堡、開姆尼茨、漢堡、因斯布魯克、以及柏林出現。而這第五份傳單是由漢斯·蕭爾所草擬，並由胡伯教授修改後完成。這些傳單警告大家，希特勒將會把德國帶入萬惡的深淵之中，隨著聯軍力量的集結，德國無疑的將會戰敗。他們敦促看到這些傳單的人「支持反抗運動」，為了「言論自由、信仰自由、以及保護個人免於受到罪惡的獨裁國家之獨裁行為所迫害」而奮鬥！而這些原則將會成為「新歐洲的基礎」。
| “                      | 儘管在被德國征服的波蘭中，已經有30萬的猶太人在這個國家被以最殘忍的手法屠殺...德國人仍然笨拙的靜止不動，愚蠢的沉睡著，並且助長那些法西斯的罪行。...任何人都希望對於此類的行為能被宣告無罪，每個人都希望繼續以最平靜的步伐，最平淡的良心走完人生的路途，但他不會被宣告無罪，他將有罪、有罪、有罪！ | ” |
| ——白玫瑰的第二份傳單。 | |   |

這些傳單觸動了蓋世太保的警覺，他們開始積極的尋找出版者為何人。
在1943年2月的3日、8日和15日，「自由」和「打倒希特勒」的口號出現在慕尼黑大學及其他的建築牆面上。亞歷山大·許墨瑞、漢斯·蕭爾和維利·格拉夫以瀝青將這些口號寫在各個建築的牆壁之上（相似的塗鴉也在同一時間被模仿者繪製在周遭區域）。
在1943年2月，史達林格勒的戰役中，德國遭受到令人震驚的慘敗，這促使了白玫瑰的第六份傳單的完成。由胡伯教授主筆，標題為「同學們！」的傳單。其內容寫道，「我國人民一直以來所遭受的那種卑劣暴政」結束的那天預估即將到來。如同德國人在1813年時曾經盼望大學生幫忙推翻拿破崙一樣，現在他們也盼望著大學生幫忙推翻納粹的恐怖統治。「史達林格勒的亡靈是如此懇求我們！」
第六份傳單後來被聯軍大量複製後用飛機廣散於德國的領土中。

## 逮捕與審判

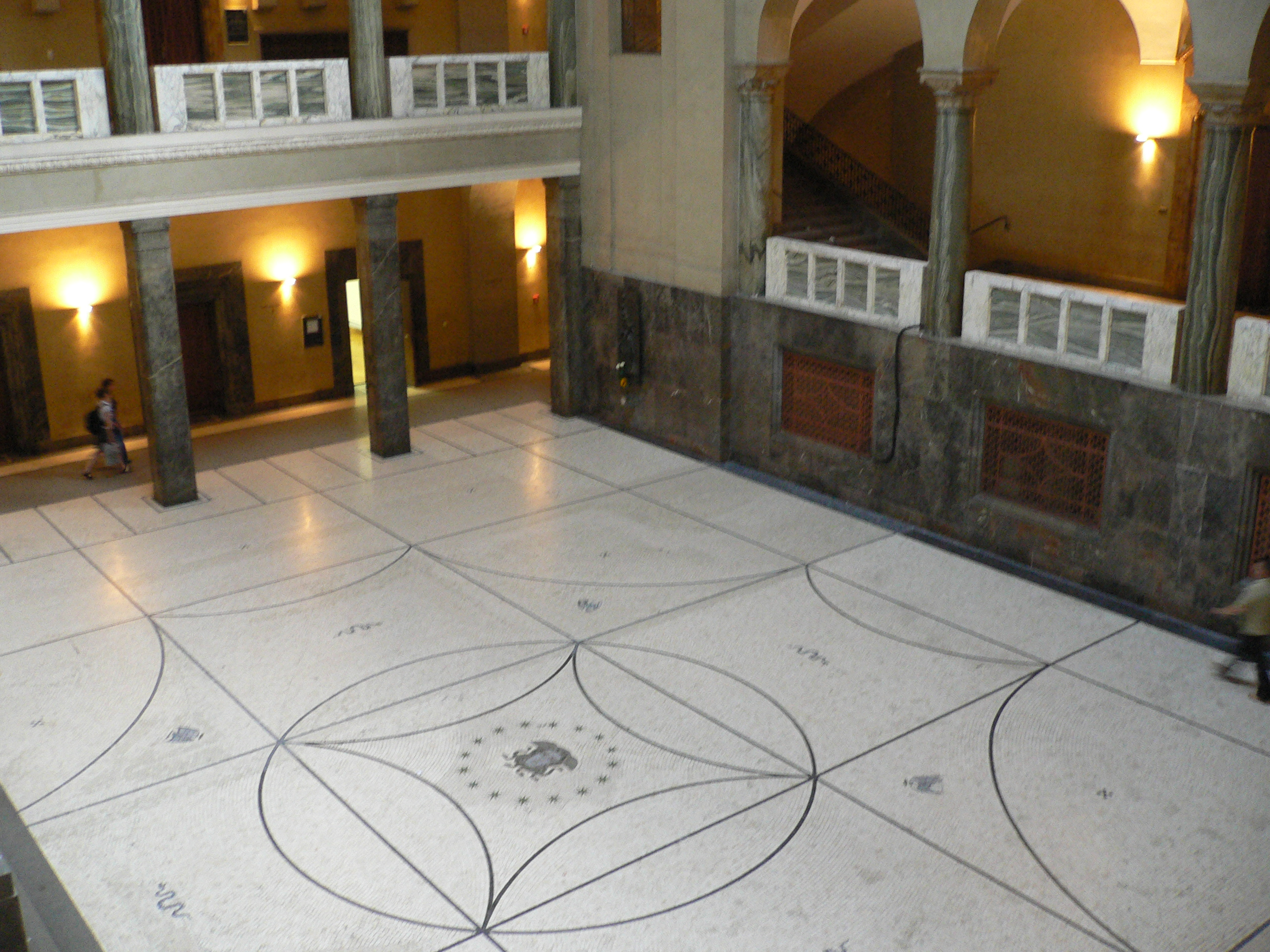
大學的中庭

1943年2月18日，正巧與納粹宣傳部長約瑟夫·戈培爾在總體戰演講中召喚德國人民擁護總體戰同一天，蕭爾兄妹帶著一整個手提箱的傳單到了慕尼黑大學。他們匆忙的將一大堆傳單投入空曠無人的中庭，希望其他學生從演講廳出來後可以發現這些傳單。他們本來應該在下課前離開，但在離開之際發現還有一部分的傳單仍在手提箱中，而他們決定不要留下這些傳單，要將之全部發完。於是他們便返還了中庭，並且爬上樓梯到了頂樓，蘇菲將所有剩下的傳單撒向空中，而這個舉動被校園管理人Jakob Schmid看到了。於是警察便來到了校園之中將蕭爾兄妹帶走，並且交由蓋世太保拘留。其他的活動成員很快的也全都被逮捕了，所有和他們有關連的組織和個人也都被抓去訊問。
蕭爾兄妹和波普斯特是人民法院（人民法庭是審理對抗納粹德國政府之政治犯罪的法庭）第一階段的審理對象，1943年2月22日，他們被由羅蘭德·弗萊斯勒法官負責主持審理的法庭以叛國罪判處死刑，三個人並於同日被送上斷頭台執行死刑。他們三個人皆因為他們在面對死亡時的勇氣而留名於世，特別是蘇菲·蕭爾，儘管受到相當激烈的審訊（儘管有報告指出，他因為受到酷刑而斷腿的事情是錯誤的），其意志仍然相當堅定。她在審訊時告訴弗萊斯勒：「就如同我們所知的一樣，你也知道這場戰爭我們是輸了。但為什麼你卻如此怯於承認這件事？」

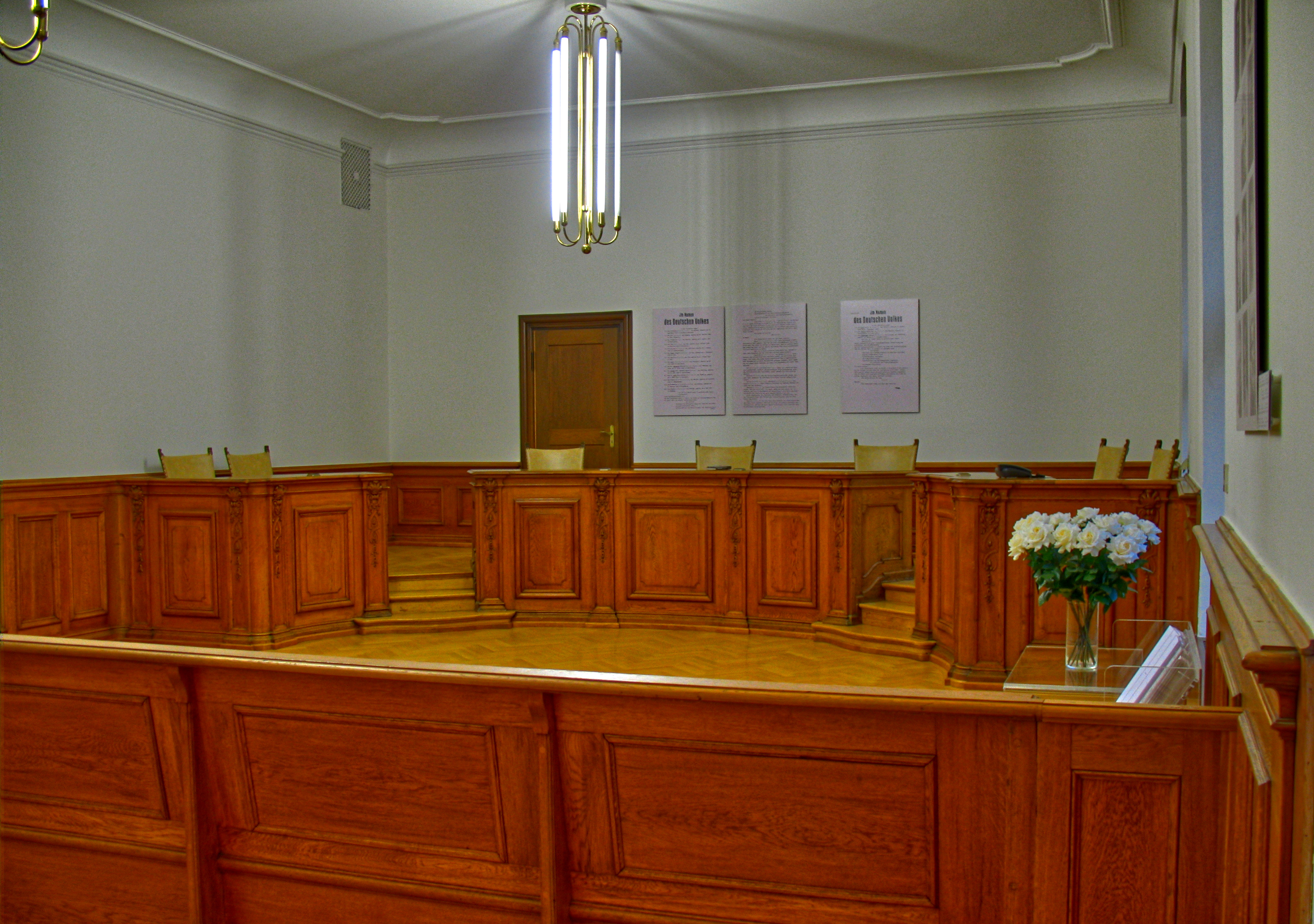
白玫瑰當時的審判法庭

白玫瑰的第二階段審理是在1943年4月19日。在審判前只有11個人被起訴，但在最後一刻，檢察官將Traute Lafrenz、Gisela Schertling、和Katharina Schueddekopf追加起訴。沒有人有辯護律師，只有在其中一人由她的朋友替她向法院提起上訴時有被指派律師。
胡伯教授被指控後，由他的好朋友Justizrat Roder，一個高級的納粹份子當他的辯護人，但Roder在胡伯被審訊以前卻未去看過胡伯，也未曾讀過胡伯的傳單。另一個辯護人完成了整個預審文件。而當Roder意識到所有的證據對於胡伯有多不利時，他辭職了，由那個年輕的律師繼續處理。
Grimminger最初因為資助白玫瑰而被宣判死刑，但他的辯護律師成功的運用技巧，讓Tilly Hahn說服弗萊斯勒相信Grimminger對於那些錢被用於何處毫無知悉。於是後來Grimminger逃過了死刑，只被判有期徒刑10年。
白玫瑰的第三階段審理在1943年4月20日（希特勒生日）進行，因為弗萊斯勒預期威廉．格拉夫、Harald Dohrn、Josef Soehngen、和Manfred Eickemeyer將會被判死刑，而他不希望一次的審理中有太多的死刑，所以將這四個人的審訊延遲到隔天。然而，針對這四個人的證據卻遺失了，所以審理時間被推遲到了1943年7月13日才進行。

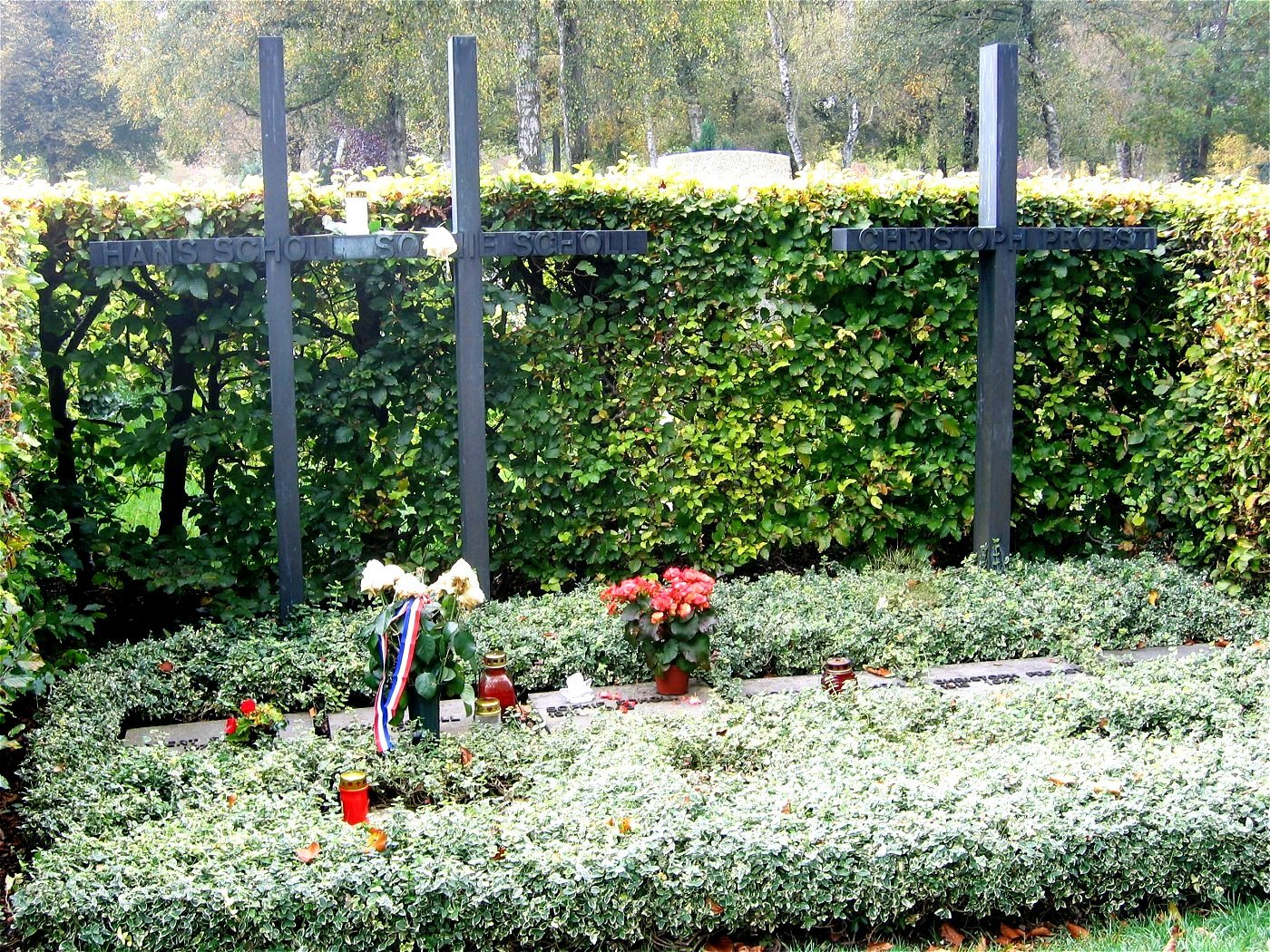
蘇菲·蕭爾、漢斯·蕭爾和克里斯多福·波普斯特之墓

在這次的審理中，Gisela Schertling，他背叛了他的朋友，即便像是Gerhard Feuerle這麼要好的朋友也背叛了。但他最後撤回了對於她們所有人的證言。由於弗萊斯勒並未主持第三次審判，所以最後除了Soehngen (他只被判有期徒刑6個月)以外皆因證據不足而被宣告無罪。
亞歷山大·許墨瑞和庫特·胡伯在1943年7月13日被斬首，而維利·格拉夫則在1943年10月12日時也被斬首。白玫瑰成員的朋友和同學、同事，曾經幫忙準備或發送傳單以及幫波普斯特的遺孀和稚子募集金錢的人也都被判6個月到10年不等的有期徒刑。
在4月19日被釋放後，Traute Lafrenz又再次被逮捕。她在戰爭的最後幾年都被關在牢裡，而由於聯軍的空襲，她的審判一直被延期並轉移至別的地方審理。他最後在1945年4月時被判刑，且之後很有可能被執行死刑。然而在判決後三天，聯軍解放了他被監禁的城鎮，而因此救了她一命。

## 紀念
在慕尼黑大學中有兩座紀念此事件的廣場，一座是被稱為蕭爾兄妹廣場的中央廣場，而與之對立的廣場則是胡伯教授廣場。另外在慕尼黑大學的前方還有兩座大型的噴水池，分別位於路德維希大街的兩旁。一座是為了紀念蕭爾兄妹，而位於大街對面的另一座則是為了紀念胡伯教授。在德國境內許多學校、街道和其他場所皆以白玫瑰中的成員名字命名，以紀念白玫瑰運動。白玫瑰也成了許多藝術家的題材，包含了由作曲家烏多·齊默爾曼（Udo Zimmermann）完成一部相當受歡迎的歌劇─「白玫瑰」。
隨著納粹政權的殞落，白玫瑰成為了德國人心中對抗暴政的代表，讚揚他們的行為不為個人權力或是自我膨脹。他們的故事成為了眾所皆知的事，作曲家卡爾·奧爾夫在他受到聯軍審訊時表示他是白玫瑰運動的發起成員之一（儘管有些人表示不認同），且最後被釋放了。事實上，他只是認識胡伯教授，並沒有任何證據顯示奧爾夫曾經參與該運動。

## 大眾文化

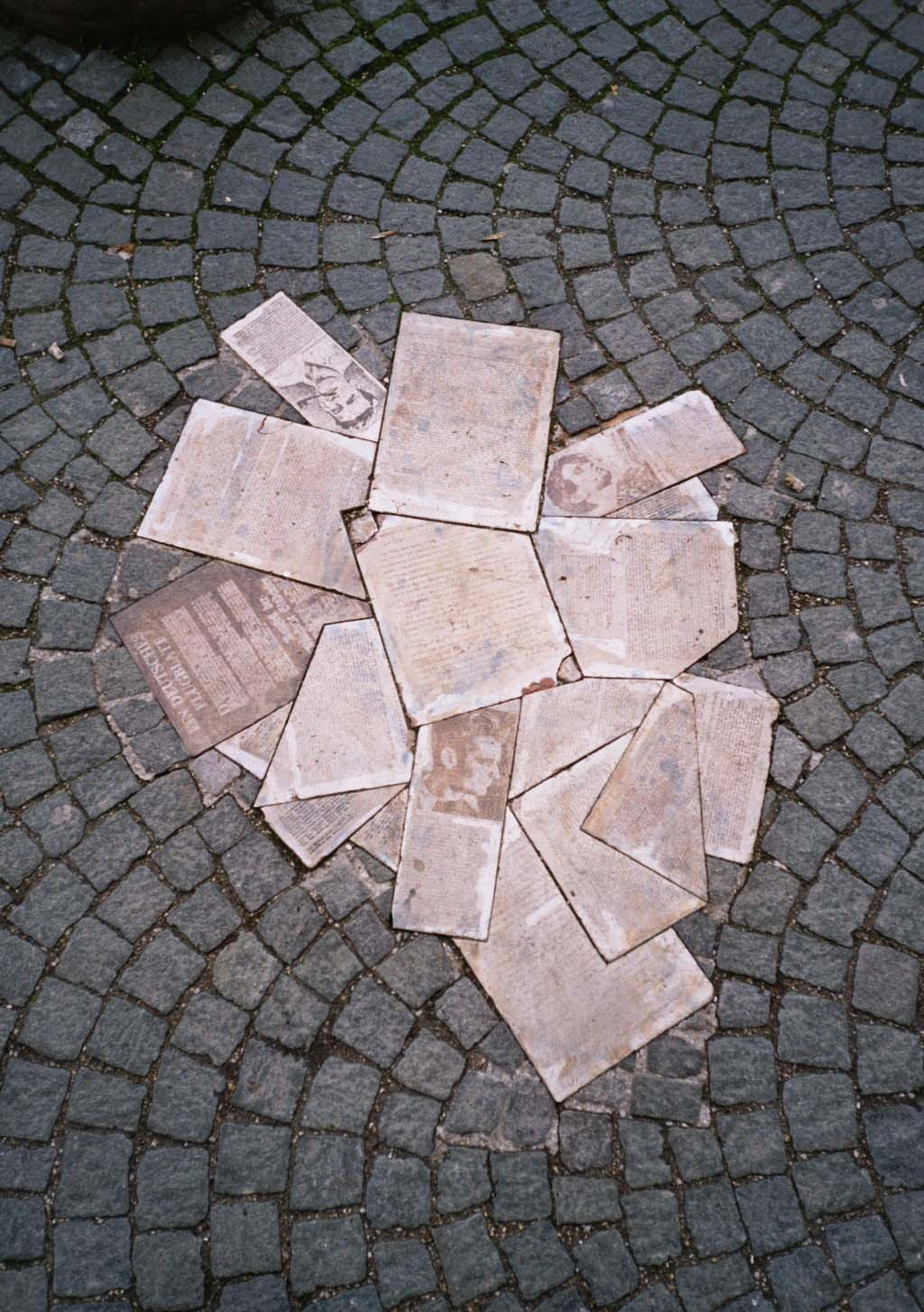
慕尼黑大學門前的白玫瑰紀念碑

導演米高尹奧雲的1982年德國電影"Die Weiße Rose"和導演馬可羅夫蒙特（Marc Rothemund）的2005年德國電影"帝國大審判"都是講述白玫瑰事跡。

## 傳單內文及影像
- 第一份傳單（原始樣貌 （页面存档备份，存于） / 德文本文 （页面存档备份，存于） / 英譯本 （页面存档备份，存于））
- 第二份傳單 （原始樣貌 （页面存档备份，存于） / 德文本文 （页面存档备份，存于） / 英譯本 （页面存档备份，存于））
- 第三份傳單 （原始樣貌 （页面存档备份，存于） / 德文本文 （页面存档备份，存于） / 英譯本 （页面存档备份，存于））
- 第四份傳單 （原始樣貌 （页面存档备份，存于） / 德文本文 （页面存档备份，存于）  /  英譯本 （页面存档备份，存于））
- 第五份傳單 （原始樣貌 （页面存档备份，存于） / 德文本文 （页面存档备份，存于）  /  英譯本 （页面存档备份，存于））
- 第六份傳單 （原始樣貌 （页面存档备份，存于） / 德文本文 （页面存档备份，存于）  /  英譯本 （页面存档备份，存于））

## 延伸閱讀
- DeVita, James "The Silenced" HarperCollins, 2006. YA novel inspired by Sophie Scholl and The White Rose.
- Dumbach, Annette & Newborn, Jud. "Sophie Scholl & The White Rose". First published as "Shattering the German Night", 1986; this expanded, updated edition Oneworld Publications, 2006.（進一步資訊： （页面存档备份，存于））
- Sachs, Ruth Hanna. White Rose History, Volume I: Coming Together (January 31, 1933 – April 30, 1942). Lehi, Utah: Exclamation! Publishers, 2002.
- Sachs, Ruth Hanna. . 猶他州李海: Exclamation!. 2005. ISBN 09767183-0-8.
- Sachs, Ruth Hanna. White Rose History, Volume III: Fighters to the Very End (October 13, 1943 – May 8, 1945).
- Sachs, Ruth Hanna. White Rose History: The Ultimate CD-ROM (1933–1945).
- 英格·艾歇-蕭爾（Inge Aicher-Scholl）. . 周全 譯. 左岸文化. 2003-06-01. ISBN 9789867854346.

## 外部連結
- Center for White Rose Studies – Making the White Rose relevant to the 21st century （页面存档备份，存于）
- The White Rose （页面存档备份，存于）: Information, links, discussion, etc.
- Wittenstein, George. Memories of the White Rose （页面存档备份，存于）
- WagingPeace.org （页面存档备份，存于）, Waging Peace article on The White Rose
- Holocaust Rescuers Bibliography with information and links to books about The White Rose and other resistance groups （页面存档备份，存于）
- "Weiße Rose Stiftung", FJ Müller et al., 1943–2009, Weisse-Rose-Stiftung.de （页面存档备份，存于） （德語）
- Case Study: The White Rose （页面存档备份，存于） by the UK's Holocaust Memorial Day, for educational and commemorative purposes
- "White Rose", United States Holocaust Memorial Museum （页面存档备份，存于）
- BBC World Service: episode of Witness broadcast on 22 February 2013. （页面存档备份，存于）
- The White Rose Project （页面存档备份，存于）: a research and outreach initiative at the University of Oxford telling the story of the White Rose in the UK
- （页面存档备份，存于） 'Defying Hitler: The White Rose Resistance Group', lecture given by Dr Alexandra Lloyd at the University of Oxford introducing the White Rose and their resistance writings.